# Cosmic Gate
Cosmic Gate er en tysk trance gruppe, fra Krefeld, Tyskland, der er dannet af Claus Terhoeven (født 1972, også kendt som Nic Chagall) og Stefan Bossems (født 1967, også kendt som DJ Bossi) i 1999.

## Historie
Cosmic Gate blev dannet i 1999, og deres første single var "Exploration of Space", der blev efterfulgt af "The Drums" og "Mental Atmosphere". Cosmic Gate blev ikke særlig kendt før de ugav "Fire Wire" i 2001.
Cosmic Gate har lavet en del remix for mange kendte kunstnere, som Tiësto, Ferry Corsten, Blank & Jones og Vanessa Mae.

## Diskografi

### Album
- 2001 – Rhythm & Drums
- 2002 – No More Sleep
- 2006 – Earth Mover
- 2009 – Sign of the Times
- 2010 – Sign of the Times (Deluxe Edition)
- 2011 – Back 2 The Future
- 2011 – Wake Your Mind
- 2014 – Start to Feel